# Винарово (Видинська область)
Вина́рово (болг. Винарово) — село у Видинській області Болгарії. Входить до складу общини Ново-Село.

## Населення
За даними перепису населення 2011 року у селі проживали 755 осіб, з них 748 осіб (99,2%) — болгари.
Розподіл населення за віком у 2011 році:
Динаміка населення: